# Перельман Яків Ісидорович
Я́ків Ісидо́рович Пе́рельман (*22 листопада (4 грудня) 1882, Білосток, Російська імперія — †16 березня 1942, Ленінград) — російський радянський науковець єврейського походження, популяризатор фізики, математики та астрономії, один із засновників жанру науково-популярної літератури та цікавої науки, автор поняття «науково-фантастичне».

## Біографія

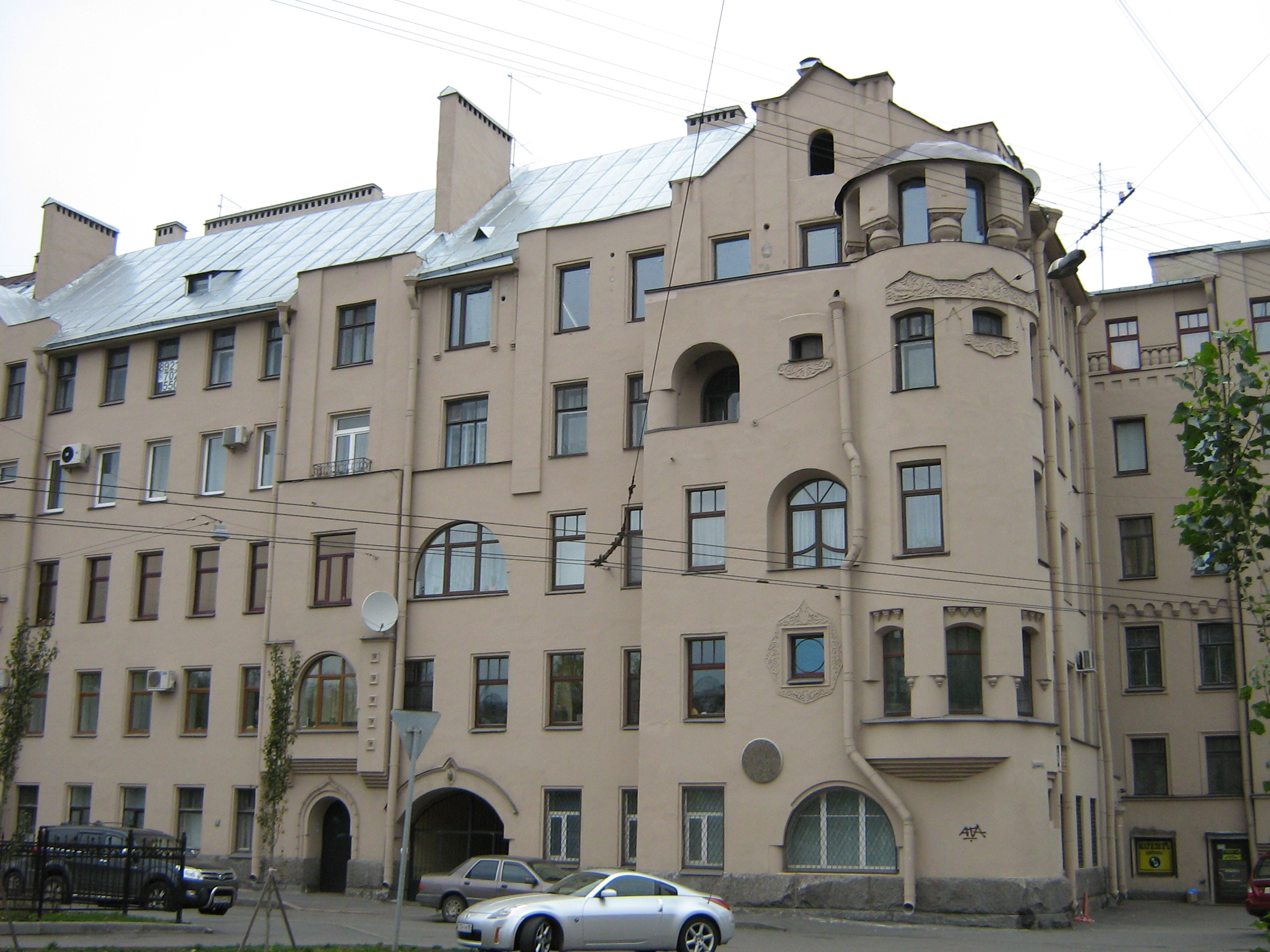
Будинок, де жив Я. І. Перельман

Яків Ісидорович Перельман народився 4 грудня (22 листопада за старим стилем) 1882 року в місті Білостоку Гродненської губернії Російської Імперії (нині — на території Польщі). Його батько працював рахівником, мати викладала в початкових класах. Рідний брат Якова Перельмана, Осип Ісидорович, був драматургом, писав російською та на їдиші (псевдонім «Осип Димов»).
Батько помер у 1883 році й мати одна мусила виховувати дітей. Вона зробила все, аби діти отримали достойну освіту. У 1890 році Яків пішов вчитися до першого класу початкової школи, а 18 серпня 1895 року вступив до Білостоцького реального училища. 23 вересня 1899 року він опублікував у газеті «Гродненские губернские ведомости» під псевдонімом «Я. П.» нарис «Щодо очікуваного вогняного дощу». У серпні 1901 року був зарахований до Лісового інституту в Санкт-Петербурзі. Практично з першого курсу почав співпрацювати з журналом «Природа и люди», перший написаний ним нарис «Століття астероїдів» був надрукований у № 4 журналу за 1901 рік. У 1903 році померла мати. У 1904 році Перельман, продовжуючи навчатися у Лісовому інституті, став відповідальним секретарем журналу «Природа и люди».
У 1908 році Перельман захистив дипломну роботу за темою «Старорусский казённый лесопильный завод. Его оборудование и работа», а 22 січня 1909 року — отримав диплом про закінчення Лісового інституту зі званням «вчений-лісник I розряду». Але працювати за обраною в інституті професією йому не довелось, після закінчення інституту Перельман починає співпрацювати в своєму журналі постійно, він не лише сам пише нариси, але й друкує роботи інших авторів.
Липень 1913 року — вийшла друком перша частина книги «Занимательная физика» («Цікава фізика»). Книга мала приголомшливий успіх серед читачів, вона викликала інтерес і в середовищі фізиків. Професор фізики Петербурзького університету Орест Данилович Хвольсон, познайомившись з Перельманом і дізнавшись, що книгу написав не фахівець-фізик, а вчений-лісник, сказав Якову Ісидоровичу: «Лісників-науковців у нас вистачає, а от людей, які вміли б так писати про фізику, як пишете ви, немає зовсім. Моя вам настійна порада: продовжуйте, обов'язково продовжуйте писати подібні книги й надалі».
29 серпня 1913 року — початок листування з К. Е. Ціолковським, яке тривало до самої смерті останнього. 20 листопада 1913 року Перельман виступив з доповіддю в Російському товаристві любителів природознавства «Про можливості міжпланетного сполучення», в основу якої лягли ідеї Ціолковського.
У 1914 році написав і опублікував додатковий розділ «Сніданок у невагомій кухні» до роману Жуля Верна «Навколо Місяця», якому дав означення «науково-фантастичний» (Жуль Верн свої романи називав науковими, а Герберт Уеллс фантастичними), ставши, таким чином, автором нового поняття.
1915 року перебуваючи влітку на відпочинку, Перельман познайомився з молодою лікаркою Анною Давидівною Камінською. Незабаром вони одружилися. 1916—1917 роки — служив в петроградській «Особливій нараді з палива», де запропонував перевести стрілку годинника на годину вперед з метою економії палива (це було здійснено у 20-х роках). У 1916 році виходить друком друга частина його книги «Цікава фізика». У 1918—1923 роках він працював інспектором відділу Єдиної трудової школи Наркомпросу РРФСР. Складав нові навчальні програми з фізики, математики та астрономії, одночасно викладав ці предмети у різних навчальних закладах.
1919—1929 роки — редагував створений за власною ініціативою перший радянський науково-популярний журнал «У майстерні природи».
1924 рік — брав участь у роботі московської «Секції міжпланетних сполучень» Осоавіахіму СРСР, серед членів якої були Ф. Е. Дзержинський, К. Е. Ціолковський, В. П. Ветчинкін, Ф. А. Цандер, М. О. Ринін та інші. 1924—1929 роки — працював у відділі науки Ленінградської «Красной газеты», член редколегії журналів «Наука и техника», «Педагогическая мысль».
1925—1932 роки — член правління кооперативного видавництва «Время»; організував масовий випуск книг цікавої серії.
З 13 листопада 1931 до кінця 1933 року — завідував у ЛенГИРДі відділом пропаганди, член президії ЛенГИРДу, розробляв проект першої радянської протиградової ракети.
1932 рік — нагороджений грамотою Ленінградської обласної ради Осоавіахіму СРСР «За особливо активну участь в опрацюванні науково-технічних завдань в області повітряної техніки, спрямованих на зміцнення обороноздатності СРСР».
1932—1936 роки — листувався з С. П. Корольовим з питань пропаганди космічних знань; працював у Ленінградському відділі видавництва ЦК ВЛКСМ «Молодая гвардия» в ролі автора, консультанта й наукового редактора.
1 серпня 1934 року — у складі групи ленінградських письменників і вчених-популяризаторів зустрівся з Гербертом Уеллсом, який приїхав до СРСР.
Літо 1935 року — поїздка до Брюсселя на Міжнародний математичний конгрес.
15 жовтня 1935 року — відкриття ленінградського Будинку цікавої науки у «Фонтанному будинку» (колишній палац Шереметєвих, знищений у роки війни).
1939 рік — написав докладну статтю «Що таке цікава наука».
1 липня 1941 — лютий 1942 року — читав лекції воїнам-розвідникам Ленінградського фронту і Червонопрапорного Балтійського флоту, а також партизанам про орієнтування на місцевості без приладів.
18 січня 1942 року на чергуванні в шпиталі померла від виснаження його дружина, Анна Давидівна Камінська-Перельман.
16 березня 1942 року — Яків Перельман помер від загального виснаження, викликаного голодом, у блокадному Ленінграді.

## Бібліографія

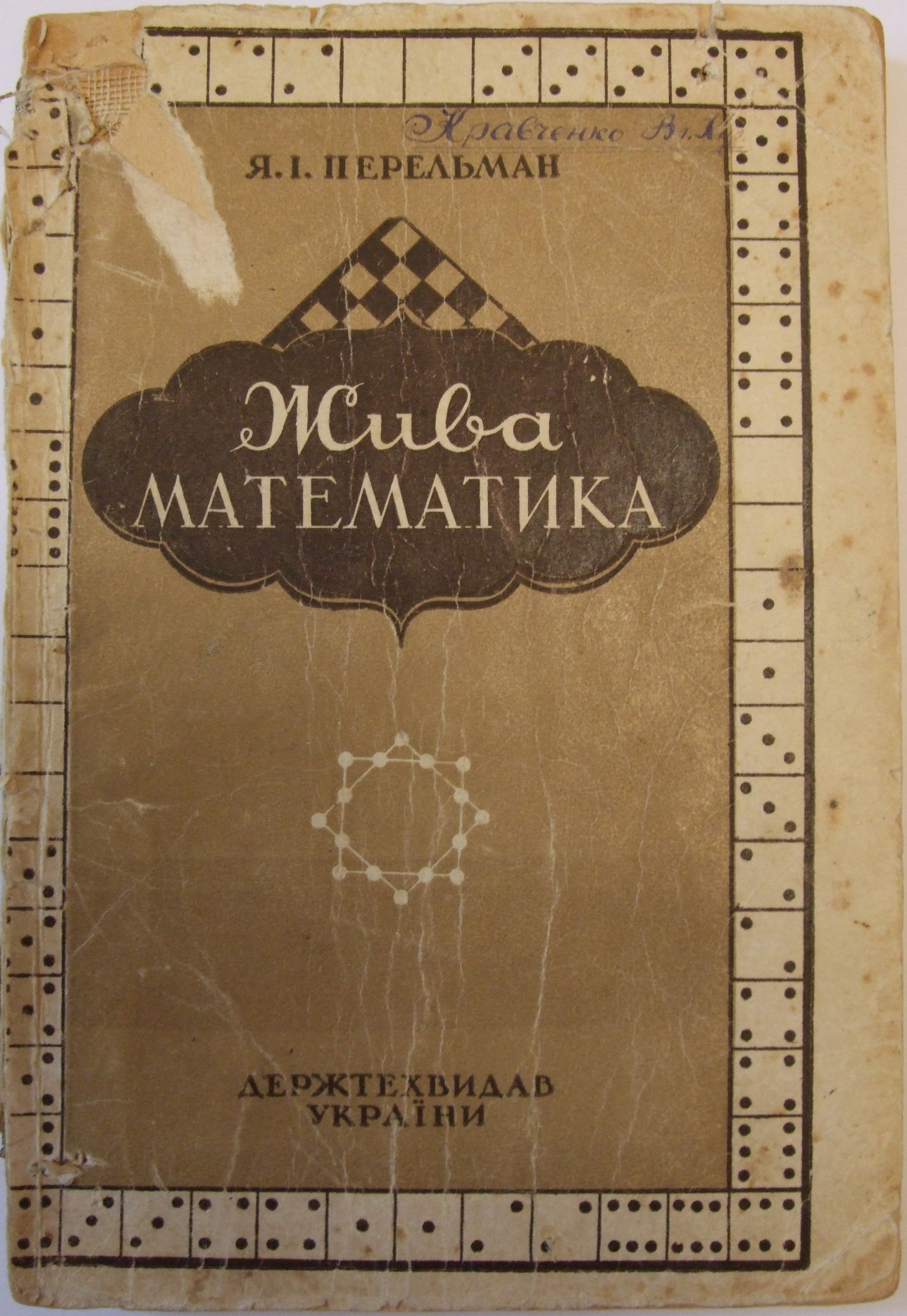
Обкладинка однієї з книжок автора

### Адреса в Санкт-Петербурзі
- Чкаловський проспект, 31 / Плуталова вулиця, 2 («будинок Купермана») — там Яків Ісидорович й Анна Давидівна Перельмани жили від 1915 року до кінця життя.

### Мови видань
- Російська — 287 раз (12,1 мільйона примірників);
- 21 мова народів СРСР — 126 разів (935 тисяч примірників).

За підрахунками московського бібліофіла Ю. П. Ірошнікова, книги Я. І. Перельмана 126 раз видавалися в 18 зарубіжних країнах такими мовами:
- німецька — 15 разів;
- французька — 5;
- польська — 7;
- англійська — 18;
- болгарська — 9;
- чеська — 3;
- албанська — 2;
- гінді — 1;
- угорська — 8;
- новогрецька — 1;
- румунська — 6;
- іспанська — 19;
- португальська — 4;
- італійська — 1;
- фінська — 4;
- східні мови — 7;
- інші мови — 6 разів.

## Книги
- Физическая хрестоматия. Пособие по физике и книга для чтения.
- Занимательная физика. Кн. 1 СПб., Изд-во П. П. Сойкина, 1913.
- Весёлые задачи. Пг., Изд-во А. С. Суворина, 1914.
- Далёкие миры. Астрономические очерки. Пг., Изд-во П. П. Сойкина, 1914.
- Межпланетные путешествия. Полёты в мировое пространство и достижение небесных тел. Пг., Изд-во П. П. Сойкина, 1915 (10).
- Занимательная физика. Кн. 2. Пг., Изд-во П. П. Сойкина, 1916 (по 1981 год — 21 издание).
- Путешествия на планеты (физика планет). Пг., Изд-во А. Ф. Маркса, 1919 .
- Новые и старые меры. Метрические меры в обиходной жизни, их преимущества. Простейшие приёмы перевода в русские. Пг., Изд. журнала «В мастерской природы», 1920.
- Новый задачник к краткому курсу геометрии. М. — Л., ГИЗ, 1922.
  - Вып. I. Механика. Пг.: Сеятель, 1922;
  - Вып. II. Теплота, Пг.: Сеятель, 1923;
- Загадки и диковинки в мире чисел. Пг., Наука и школа, 1923.
- Новый задачник по геометрии. Пг., ГИЗ, 1923.
- Метрическая система. Обиходный справочник. Пг., Научное книгоиздательство, 1923.
- Обманы зрения. Пг., Научное книгоиздательство, 1924.
- Для юных физиков. Опыты и развлечения. Пг., Начатки знания, 1924.
- Хрестоматия-задачник по начальной математике (для трудовых школ и самообразования взрослых). Л.: ГИЗ, 1924.
- Между делом. Опыты и развлечения для детей старшего возраста. М. — Л., Радуга, 1925.
- Азбука метрической системы. Л., Научное книгоиздательство, 1925 г.
- Пропаганда метрической системы. Методический справочник для лекторов и преподавателей. Л., Научное книгоиздательство, 1925.
- Руководство по метрической системе мер и сборник упражнений. Л.: Госиздат, 1925.
  - вып. III. Звук. Л.: ГИЗ, 1925;
  - вып. IV. Свет. Л.: ГИЗ, 1925.
- Числа-великаны. М.; Л.: Радуга, 1925.
- Чудо нашего века. М.; Л.: Радуга, 1925.
- Занимательная геометрия. Л., Время, 1925.
- Занимательная геометрия на вольном воздухе и дома. Л., Время, 1925.
- Для юных математиков. Первая сотня головоломок. Л., Начатки знания, 1925.
- Для юных математиков. Вторая сотня головоломок. Л., Начатки знания, 1925.
- Не верь своим глазам! Л., Прибой, 1925.
- Полёт на Луну. Современные проекты межпланетных перелётов. Л., Сеятель, 1925.
- Газетный лист. Электрические опыты. М. — Л., Радуга, 1925.
- Геометрия и начатки тригонометрии. Краткий учебник и собрание задач для самообразования. Л., Севзаппромбюро ВСНХ, 1926.
- Занимательная арифметика. Загадки и диковинки в мире чисел. Л., Время, 1926.
- Развлечения со спичками. Л., Прибой, 1926.
- Юный землемер. Л.: Прибой, 1926.
- Фигурки-головоломки из 7 кусочков. М.; Л.: Радуга, 1927.
- Занимательная математика. Л., Время, 1927.
- Фокусы и развлечения. Чудо нашего века. Числа-великаны. Между делом. Л.: Радуга, 1927.
- Техническая физика. Пособие для самообучения и собрание практических упражнений. Л., Севзаппромбюро ВСНХ, 1927.
- Научные задачи и развлечения (головоломки, опыты, занятия). М. — Л., Молодая гвардия, 1927.
- Занимательные задачи. Л., Время, 1928.
- Ящик загадок и фокусов. М. — Л.: ГПЗ, 1929.
- Занимательная астрономия. Л., Время, 1929.
- Занимательная математика в рассказах. Л., Время, 1929.
- Ракетой на Луну. М. — Л., ГИЗ, 1930.
- В мировые дали (о межпланетных перелётах). М., Изд-во Осоавиахима СССР, 1930 г.
- Живой учебник геометрии . Живая геометрия. Теория и задачи. Харьков — Киев, Униздат, 1930.
- Занимательная механика. Л., Время, 1930.
- Математика на вольном воздухе. Л., Политехническая школа, 1931.
- Математика на каждом шагу. Книга для внеклассного чтения школ ФЗС. М. — Л., Учпедгиз, 1931.
- Как решать задачи по физике. М. — Л., ОНТИ, 1931.
- Циолковский. Его жизнь, изобретения и научные труды. По поводу 75-летия со дня рождения. М.; Л.: ГТТИ, 1932.
- Физика на каждом шагу. М.: ДЕТГИЗ, 1934, 263 с, тир. 30000 экз.
- Занимательная алгебра. Л., Время, 1933.
- Знаете ли вы физику? (Физическая викторина для юношества). М. — Л., ГИЗ, 1934.
- Живая математика. Математические рассказы и головоломки. М.-Л., ПТИ, 1934
- К звёздам на ракете. Харьков, Укр. рабочий, 1934.
- Наука на досуге (с С. В. Глязером). Л., Молодая гвардия, 1935.
- Циолковский К. Э. Его жизнь и технические идеи. М. — Л., ОНТИ, 1935.
- Вечера занимательной науки. Вопросы, задачи, опыты, наблюдения из области астрономии, метеорологии, физики, математики (в соавторстве с В. И. Прянишниковым). Л., Леноблоно, 1936.
- Быстрый счёт. Л., 1941 г.
- Квадратура круга. Л.: Дом занимательной науки, 1941
- Вычисления с приближёнными числами. М., АПН СССР, 1950.
- Занимательные задачи и опыты. М., Детгиз, 1959.

### Переклади українською
- Жива математика.[7]
- Захоплююча алгебра.[8]
- Захоплююча геометрія.[9]

## Цікаві факти
- Ім'ям Перельмана названо кратер діаметром 95 км на зворотному боці Місяця (кратер Перельман[en]).
- Я. І. Перельман не мав ніяких наукових ступенів і звань, і навіть не був за освітою і фахом ні літератором, ні фізиком, ні математиком. Незважаючи на це, на лекціях до нього часто звертались «Професоре». «Я не професор», — казав він. Як же не професор, — не вірили здивовані слухачі, — Ви ж написали стільки корисних і потрібних книжок, так відомі, і не професор?"[10]
- Поширена хибна думка, що Яків Ісидорович Перельман — батько відомого математика Григорія Яковича Перельмана[11], хоча останній народився понад 20 років по його смерті.